# Germacranolide

Structure chimique du costunolide, un germacranolide prototypique.

Les germacranolides  (C15H22O4) sont un groupe de composés chimiques naturels classés parmi les lactones sesquiterpéniques (en). On les trouve dans différents plantes. Leur masse molaire est de 266,33 g/mol.